# Ctenus manni
Ctenus manni là một loài nhện trong họ Ctenidae.
Loài này thuộc chi Ctenus. Ctenus manni được Elizabeth Bangs Bryant miêu tả năm 1948.